# Andre Marais
Andre Marais (* 13. August 1981) ist ein südafrikanischer Eishockeyspieler und -trainer, der seit 2011 bei den Pretoria Capitals in der Gauteng Province Ice Hockey League spielt. Zudem ist er Cheftrainer der Frauen-Nationalmannschaft seines Landes.

## Karriere
Andre Marais begann seine Karriere bei den Pretoria Warriors in der Gauteng Province Ice Hockey League, einer der regionalen Ligen, deren Sieger um den südafrikanischen Meistertitel spielen. 2011 wechselte er zum Lokalrivalen Pretoria Capitals, für den er seither ebenfalls in der GPIHL spielt. In der Spielzeit 2012 war er Spielertrainer seiner Mannschaft.

### International
Marais stand im Juniorenbereich bei der U-20-D-Weltmeisterschaft 2000 und der Division III der U-20-Weltmeisterschaft 2001 für Südafrika auf dem Eis. 
Mit der Herren-Nationalmannschaft nahm er zunächst an den D-Weltmeisterschaften 1999 und 2000 teil. Nach der Umstellung der WM-Leistungsgruppen auf das heutige System spielte er bei den Welttitelkämpfen der Division II 2001, 2002, 2003, 2004, 2009, als er als bester Spieler seiner Mannschaft ausgezeichnet wurde, 2012, 2014 und 2015 sowie der Division III 2008, 2010, als er die beste Plus/Minus-Bilanz des Turniers aufzuweisen hatte und – obwohl Verteidiger – gemeinsam mit dem Nordkoreaner Ju Sung-hyok bester Torschütze war, 2011, 2013, 2016, als er zum besten Verteidiger des Turniers und besten Spieler seiner Mannschaft gewählt wurde, 2017 und 2018. 2012, 2014, 2015 und 2016 war er Mannschaftskapitän der südafrikanischen Auswahl.

### Trainerlaufbahn
Bereits neben seiner aktiven Karriere fungierte er bei den Weltmeisterschaften der U18-Junioren 2010 und 2011 sowie der U20-Junioren 2014, 2015 und 2018 jeweils als Cheftrainer der südafrikanischen Auswahl in der Division III. Bei der U18-Weltmeisterschaft 2017 und der U20-Weltmeisterschaft 2017 war er jeweils Assistenztrainer des südafrikanischen Nachwuchses. Auch bei den Qualifikationsturnieren zu den Frauen-Weltmeisterschaften 2015, 2016, 2017 und 2018 war er Cheftrainer des südafrikanischen Teams.

## Erfolge und Auszeichnungen
- 2000 Aufstieg in die Division II bei der D-Weltmeisterschaft
- 2008 Aufstieg in die Division II bei der Weltmeisterschaft der Division III
- 2010 Beste Plus/Minus-Bilanz und bester Torschütze bei der Weltmeisterschaft der Division III, Gruppe B
- 2011 Aufstieg in die Division II, Gruppe B, bei der Weltmeisterschaft der Division III
- 2013 Aufstieg in die Division II, Gruppe B, bei der Weltmeisterschaft der Division III
- 2016 Bester Verteidiger bei der Weltmeisterschaft der Division III